# Тон Тхат Тхует
Тон Тхат Тхует (вьет. Tôn Thа́t Thuýêt; 12 мая 1839, Хюэ — 1913, Лунчжоу) — вьетнамский государственный и политический деятель, один из руководителей вооружённой борьбы вьетнамцев против французских колонизаторов в конце XIX века.
Возглавлял патриотическую группировку при дворе императора Нгуен Зык-тонга и его преемников. После смерти Ты Дыка руководил свержением императора Хиеп Хоа (1883—84) и его преемника Киен Фука (1884—1885), пошедших на соглашение с французскими колонизаторами. Возвёл на престол малолетнего императора Хам-нги-де.
В июле 1885 года поднял антифранцузское восстание в г. Хюэ (Гуэ), положившее начало движению «Кан выонг». После поражения восстания в Хюэ обосновался вместе с Хам Нги в горной крепости Таншо (провинция Куангчи), откуда некоторое время руководил борьбой. В 1886 выехал в Южный Китай и оттуда переправлял (до 1894) оружие и посылал небольшие вооружонные отряды во Вьетнам для продолжения антиколониальной борьбы.
В 1913 году был убит.